# 베이컨

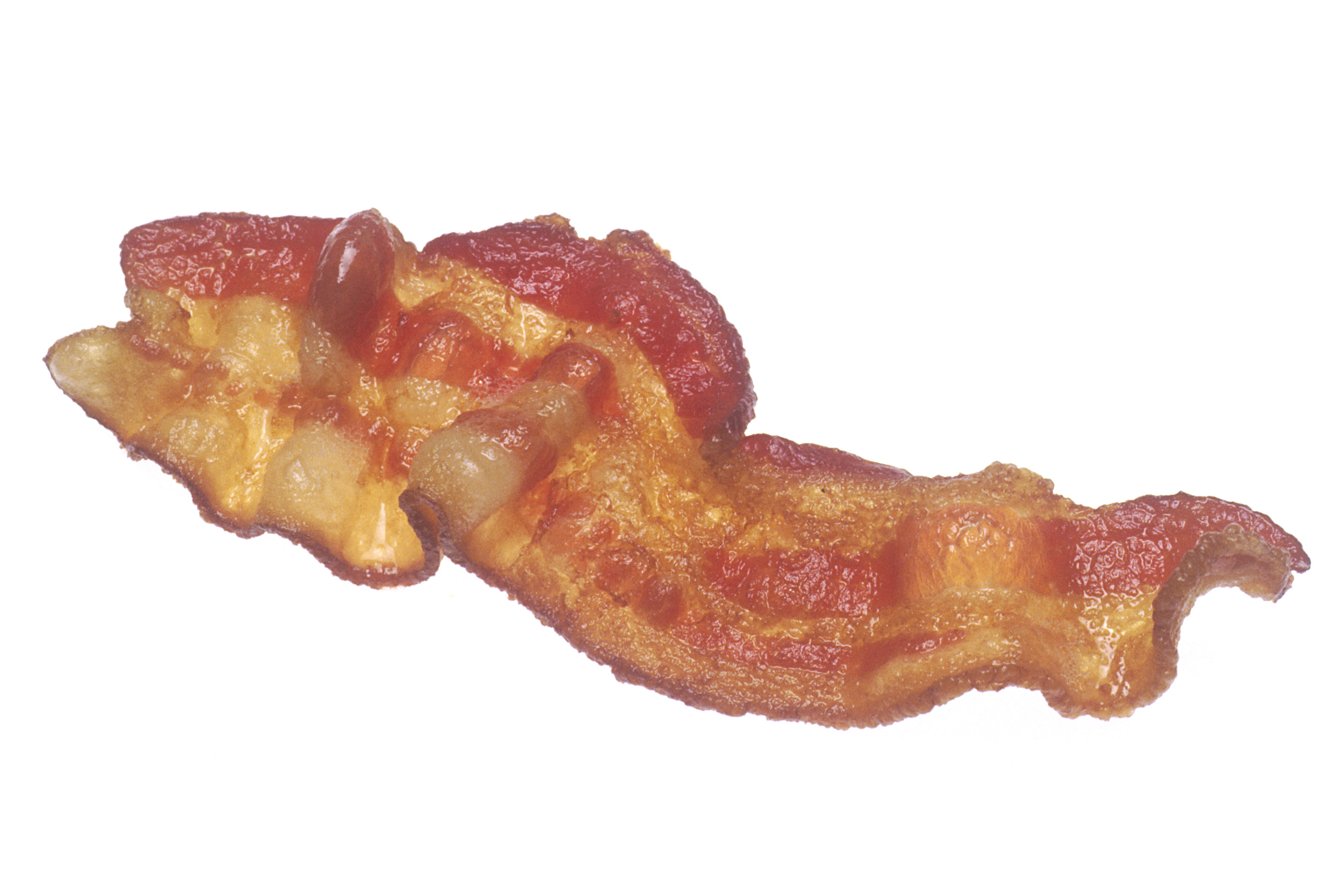
구운 베이컨

베이컨(영어: bacon)은 돼지고기를 이용한 가공 육류 식품으로, 보통은 소금에 절여 만드는데, 삼겹살하고 형태가 비슷하다. 
돼지고기 이외에도 쇠고기, 양고기, 닭고기, 염소고기, 칠면조고기 등이 베이컨하고 유사한 방식으로 가공될 수 있다. 제일 먼저 돼지고기를 많은 양의 소금을 이용하여, 소금물로 또는 마른 상태에서 포장해 절이며 그 결과물로 생베이컨(fresh bacon) 또는 그린 베이컨(green bacon)이 만들어진다. 생베이컨은 그 이후 몇 주 혹은 몇 달간 차가운 공기에서 말려지거나, 훈연 또는 삶아진다. 이렇게 완성된 건조된 생베이컨은 보통 먹기 직전에 굽거나 튀기는 방식으로 조리된다. 삶아진 상태의 베이컨은 조리가 필요 없이 바로 먹을 수 있으며, 훈연된 베이컨도 바로 먹을 수 있으나 먹기 전에 조리를 하기도 한다. 멧돼지를 뜻하는 독일어 '바헨(bachen)'에서 유래된 말로 원래는 소금에 절인 돼지고기를 의미했다. 서양에서는 굽거나 튀겨서 달걀과 함께 먹거나 샌드위치에 올려 먹는 등 각종 요리에 다양하게 활용하고 있다.

## 재료 및 만드는 법
기본적인 조리 방법은 적당한 크기로 썬 돼지고기를 소금과 향신료에 절인후 훈제하여 만든다.
보통 베이컨에 사용되는 돼지고기는 삼겹살이 많으며 등심이나 옆구리 살을 사용하기도 한다. 돼지고기는 얇게 썰어놓고 가공하기도 하지만, 돼지고기 덩어리를 가공후 먹을 때 얇게 썰어내기도 하며, 베이컨 제조 초기에는 이렇게 덩어리 째로 가공하는 것이 보통이었다.
소금은 대개 고기 10kg 당 300~400g의 소금을 사용한다. 이외에 향신료는 기호에 따라 여러 가지 종류를 사용하며 향신료의 향에 따라서 베이컨의 맛이 많이 달라지기 때문에 어떤 향신료를 쓰냐에 따라 베이컨의 종류가 결정되기도 한다. 대량 생산으로 제조되는 베이컨은 오래 보존하기 위해 발색제나 방부제 등의 식품첨가물이 들어가기도 한다. 보통 질산칼륨이 많이 쓰인다.
훈제의 경우도 두가지 방법이 있는데 실제 연기에 쐬어 훈제 시키는 전통식 훈제법과 연기를 극저온에서 냉각시켜 액체화 시킨 것을 장시간 뿌려 만드는 냉각식 훈제법이 있다. 보통은 실제 연기에 쐬는 전통식 훈제법을 고급으로 치며, 냉각식 훈제법은 훈제향이 고기 깊숙히 베이지 않고, 훈제 과정에서 기름기가 빠지지 않아 결과적으로 기름기가 많은 단점이 있다. 냉각식 훈제법은 대량생산이 용이하다는 점 때문에 저렴한 특징이 있다.
훈제에 사용되는 나무의 재질도 중요하다. 주로 사용되는 것으로 히코리향과 사과나무향이 있다. 이 외에 다른 돼지고기 부위를 사용하거나 제조방식을 다르게 하여 다양한 베이컨을 만들어 낸다.
쇠고기를 이용하여 베이컨을 만들기도 한다. 돼지고기가 금기시 되는 유대교와 이슬람교, 제칠일안식일예수재림교회에서는 돼지고기 베이컨 대신 쇠고기 베이컨을 먹는 경우가 많다. 그리고 대두단백 같은 식물성 재료로 만든 인조 베이컨도 있으며 채식주의자를 중심으로 판매되고 있다. 더불어 칠면조를 이용한 베이컨(en:Turkey bacon)도 돼지고기로 인한 종교 문제에서 자유롭고 지방 및 열량이 낮아 건강식으로도 인기가 높다.

## 쓰임새

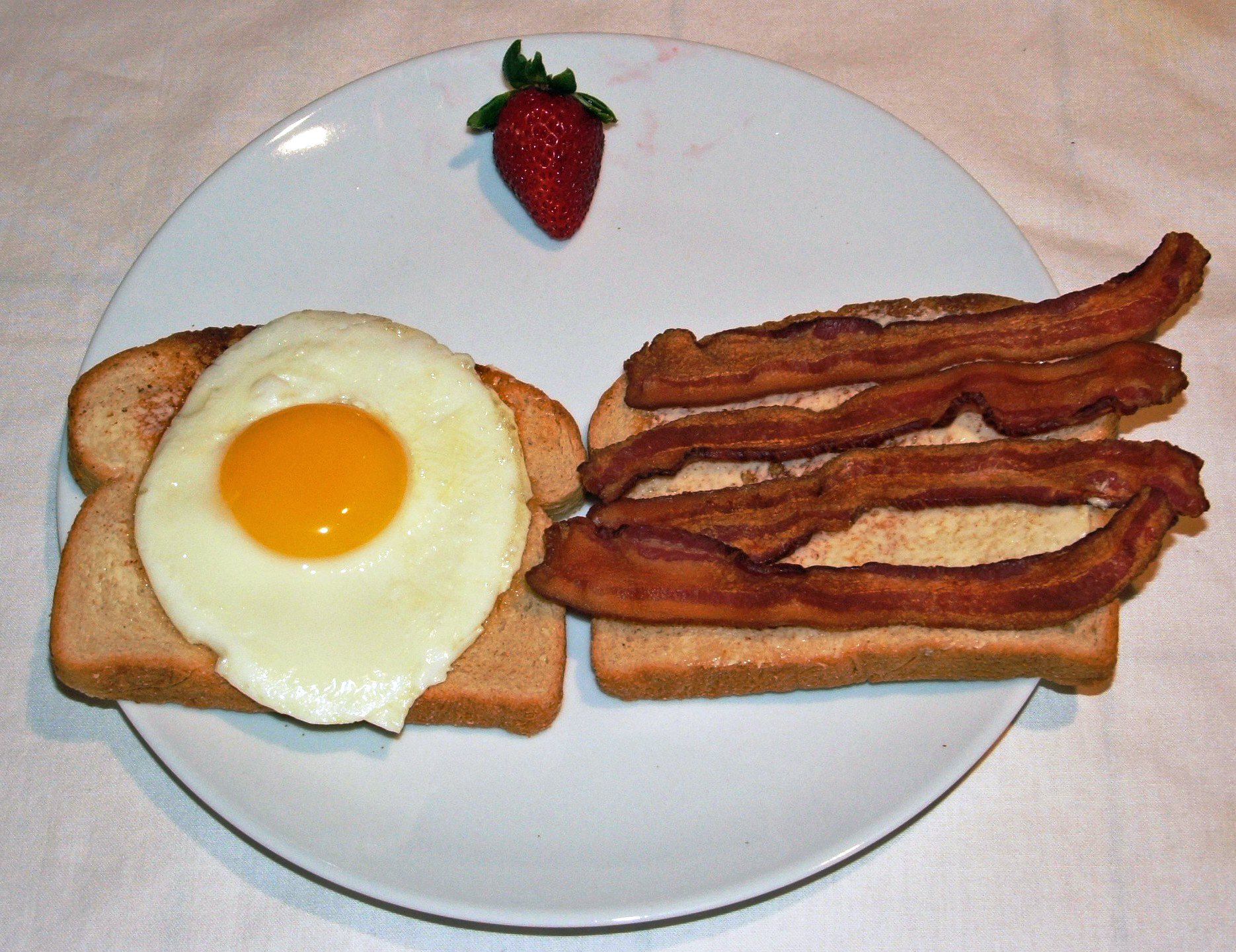
베이컨, 달걀 프라이가 올려진 토스트와 딸기 가니시

베이컨은 구워서 먹는 것이 보통이며, 취향에 따라서 포크로 찍으면 부스러질 정도로 바삭하게 튀기듯이 굽거나, 적당히 말랑말랑하게 육질이 나오는 정도로 구울 수도 있다.
서양 요리, 특히 미국 요리에서는 다양한 요리에 베이컨이 사용된다. 예를 들어 미국에서는 아침식사로 베이컨을 3~4조각 정도를 달걀과 함께 구워서 먹는 경우가 보통이며 샌드위치나 햄버거, 피자, 샐러드, 핫도그, 수프 등에도 베이컨이 이용되기도 한다. 이 외에 치즈와의 궁합도 좋다.

## 베이컨 기름
베이컨에는 기름기가 매우 많기 때문에 베이컨을 구울 때 기름이 상당히 많이 나온다. 이 기름을 이용하여 달걀프라이나 볶음밥, 토스트 같은 요리에 사용할 수도 있다. 베이컨을 제조할 때 지용성의 특성을 지닌 훈제향이 기름에 녹아드는데 구울 때 기름과 함께 향도 같이 빠져나가기 때문에 베이컨 기름은 특유의 향미를 풍기며, 이 기름을 사용한 요리에도 영향을 주게 된다.
과거 선원들이 선호하는 방법으로 베이컨 기름과 밀가루를 섞어내어 루와 비슷하게 만든 소스를 빵에 찍어 먹는 방법이 있었고, 이 외에 스튜에 베이컨 기름을 넣는 조리법도 있다.

## 나라별 베이컨

### 북아메리카
미국에서 가장 선호하는 식재료 중 하나이다. 이것은 19세기 이전 만 해도 다른 유럽 국가들보다 더 많은 고기를 먹을 수 있었던 것에서 비롯되었는데 남북전쟁 당시 북군의 1일 배급량에 들어간 고기가 유럽 중산층이 먹는 고기보다 많았다고 하며, 유럽의 가난한 지역에서 온 이민자들이 이런 이유로 자원하는 경우도 있었다.
베이컨이 본격적으로 미국에 대중화 된 것은 1920년대에 지그문트 프로이트의 조카였던 에드워드 버네이스에 의해서였다. 버네이스는 베이컨 회사의 요청을 받고 베이컨의 수요를 늘리기 위한 방법을 생각했는데,영국의 음식인 잉글리시브랙퍼스트에서 착안, 의사들을 찾아가서 든든한 아침식사를 먹어야 건강에 좋다는 PR을 퍼트렸는데, 든든한 아침식사를 예시로 베이컨과 달걀을 제시하면서 베이컨이 대중적으로 퍼져나가게 되었다.
미국에서는 다양한 음식에 베이컨을 활용하기도 하는데 디저트 재료에 베이컨을 활용하기도 한다. 쿠키에 베이컨을 넣은 베이컨 쿠키와 베이컨 캐러멜, 베이컨 초콜릿 등도 있고, 아이스크림에 베이컨을 토핑하기도 하고, 베이컨 잼으로 만들기도 한다. 심지어 베이컨 향을 이용한 비누와 향초, 치약을 만들기도 한다.
캐나다와 미국에서는 베이컨을 단풍당밀과 곁들이기도 하는데, 훈제할 때 쓴 향신료와 소금의 짭잘한 맛과 단풍당밀의 단맛과 잘 어우러지는 특징이 있다.

### 대한민국
한국에서는 베이컨에 쓸 재료인 삼겹살을 훈제 등의 가공을 하지 않고 조리하는 경우가 많으므로 훈제 처리한 베이컨을 찾기가 힘들다. 그리고 한국에서 시판되는 베이컨들의 거의 대부분이 품질이 좋지 못하며, 보통 프레스햄과 별다른 차이가 없다는 평가가 있고, 일부 제품은 기름기가 거의 없어 쉽게 눌러 붙는다거나, 일부 제품은 기름기가 거의 대부분이라 구울때 고기 부스러기만 남는 경우가 있었다.
보통 서양권의 베이컨에 비해 덜 짠 맛으로 생산되는 것이 보통이다. 한국의 일부 고기집에서도 소금과 후추와 훈제향 액에 삼겹살을 넣어 베이컨을 만들어 내놓기도 한다. 김치볶음밥에도 베이컨을 재료로 활용하는 경우도 있다.

### 그 외 국가
영국 등의 영연방 국가에서는 삼겹살이 아닌 돼지 등심을 이용한 등심 베이컨을 더 많이 먹는다. 이탈리아에서는 돼지 턱의 늘어진 살을 소금으로 절인 '구안찰레'가 있고, 훈제 하지 않는 염장육인 판체타가 있다. 카르보나라 파스타에서도 판체타를 볶아서 낸 기름에 면을 넣어 만든다. 일본에서는 베이컨을 이용하여 스시를 만들기도 한다.

### 영국
영국에서는 아침식사로 블랙푸딩, 계란 프라이, 베이컨, 오트밀 등을 같이 먹는다. 이걸 영국식 아침식사이다. 영국에선 이 영국식 아침식사와 같이 차를 마신다.

## 영양 및 건강 문제
베이컨은 20 g (0.7 oz)당 5.4 g (0.2 oz)의 지방, 4.4 g (0.2 oz)의 단백질이 포함되어 있다. 여기에 소금으로 절이는 특성상 베이컨 4조각 당 최대 800mg의 나트륨이 포함되어 있으며, 이는 소금 1.92g에 포함된 양과 유사하다. 지방과 단백질 함량은 베이컨의 양과 조리 방법에 따라 차이가 나게 된다. 베이컨 열량의 68%는 거의 대부분 포화 지방으로 이루어져 있다.
이렇게 다량의 나트륨을 가지고 있기 때문에 베이컨 과다 섭취는 나트륨의 대량 섭취로 이어지며 심장병 및 고혈압을 낳을 수도 있다. 여기에 고기 보존을 위해 넣는 질산염 등의 방부제 및 발색제도 건강에 위협을 가하기도 한다.

## 대중 문화에서의 베이컨
- 미국의 시스콤 빅뱅 이론에서는 셸던 쿠퍼의 어머니가 팬케이크를 비롯한 여러 음식에 베이컨 기름을 활용하기도 한다.
- 유튜브 동영상 시리즈 에픽 밀 타임(en:Epic Meal Time)에서는 베이컨을 주재료로 다양하게 활용하고 있다.

## 같이 보기
- 삼겹살
- 판체타
- 등심 베이컨

## 참고 문헌
- 이 문서에는 다음커뮤니케이션(현 카카오)에서 GFDL 또는 CC-SA 라이선스로 배포한 글로벌 세계대백과사전의 내용을 기초로 작성된 글이 포함되어 있습니다.